# A Nation of Immigrants
A Nation of Immigrants – książka z 1958 autorstwa Johna F. Kennedy’ego, opisująca imigrację do Stanów Zjednoczonych.
Oryginalna wersja została napisana przez Kennedy’ego w 1958, kiedy był senatorem – w ramach serii Ligi Przeciwko Zniesławieniu zatytułowanej The One Nation Library. Po uzyskaniu prezydentury, wezwał Kongres do przeprowadzenia pełnej rewizji prawa imigracyjnego, a sam planował następne publikacje książki. W sierpniu 1963 fragmenty broszury z 1958 zostały opublikowane w New York Times Magazine.
Kennedy zginął w zamachu przed ukończeniem rewizji, ale książka została pośmiertnie opublikowana w 1964 roku wraz z napisaną przedmową jego brata, ówczesnego prokuratora generalnego Roberta F. Kennedy’ego.
Książka zawiera krótką historię imigracji do kolonialnej Ameryki, analizę znaczenia imigracji w historii kraju oraz propozycje liberalizacji prawa imigracyjnego.